# Jesuaten

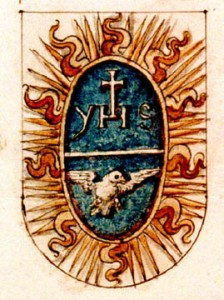
Emblem der Jesuaten, Zeichnung aus „Insegne di varii prencipi et case illustri d'Italia e altre provincie“, Modena, 1605

Die Jesuaten des hl. Hieronymus (Clerici apostolici S. Hieronymi, Ordenskürzel: CASH) waren eine um 1360 von Johannes Colombini (1304–1367) gegründete katholische Laienordensgemeinschaft für Männer. Der weibliche Zweig des Laienordens, die Jesuatinnen, wurde 1367 von Colombinis Cousine Katharina gestiftet.

## Jesuaten
Die Jesuaten wurden als freie Laienbewegung um das Jahr 1360 von Giovanni Columbini und seinem Freund Francesco Miani in Siena gegründet. Ihren Namen erhielten sie von der Anfangs- und Schlussformel ihrer Predigten: „Es lebe Jesus, gelobt sei Jesus“. Ursprünglich zogen die Brüder in Gruppen durch das Land und wurden wegen ihrer Lebensweise verdächtigt, mit den Fratizellen zusammenzuhängen. Nachdem dieser Verdacht ausgeräumt werden konnte, bestätigte Papst Urban V. 1367 die Gründung und forderte von den Mitgliedern, feste Niederlassungen zu gründen. Der Papst bestimmte auch die zukünftige Ordenstracht der Jesuaten: Ein weißer Talar mit viereckiger Kapuze, einen graubraunen Mantel und Sandalen. Die Ordensregel enthielt zu Beginn Elemente der Benediktiner- und Franziskanerregel, später verwendeten sie die Augustinerregel. Die Gemeinschaft wollte durch Gebet, Kasteiungen und Werke der Nächstenliebe, vor allem durch Krankenpflege und Totenbegräbnisse, das Seelenheil erreichen. Besondere Verdienste erwarben sich die Ordensbrüder bei der Versorgung und Pflege Pestkranker. Vom Volk wurden sie auch „Aquaviten“ (italienisch: Padri dell’acquavita) genannt, weil sie den Kranken selbst zubereitete Liköre reichten. Die Gemeinschaft besaß an die 40 Niederlassungen in Italien und Toulouse. Im Jahr 1668 hob Papst Clemens IX. auf Drängen der Republik Venedig den Männerorden auf.

## Jesuatinnen
Die Genossenschaft der Jesuatinnen, der Schwestern von der Heimsuchung Mariä, wurde zur Unterstützung der Jesuaten 1367 ebenfalls in Siena gegründet. Stifterin der Gemeinschaft, die sich ebenfalls den Kranken und Sterbenden zuwandte, war Columbinis Cousine Katharina Colombini. Die Jesuatinnen bestanden in Italien bis 1872.

## Bekannte Mitglieder
- Bonaventura Cavalieri (1598–1647)[1]